# Odon (Indiana)
Odon est une municipalité située dans le comté de Daviess, dans l’État de l'Indiana, aux États-Unis. Lors du recensement de 2020, elle comptait 1 397 habitants.